# لي وليامز (لاعب كرة قدم أمريكية)
لي وليامز (بالإنجليزية: Lee Williams)‏ هو لاعب كرة قدم أمريكية أمريكي، ولد في 15 أكتوبر 1962 في فورت لودرديل في الولايات المتحدة.

## وصلات خارجية
- لي وليامز على موقع مرجع كرة القدم المحترفة.كوم (الإنجليزية)